# Arenaria emarginata
Arenaria emarginata é uma espécie de planta com flor pertencente à família Caryophyllaceae. 
A autoridade científica da espécie é Brot., tendo sido publicada em Flora Lusitanica 2: 202. 1805.

## Portugal
Trata-se de uma espécie presente no território português, nomeadamente os seguintes táxones infraespecíficos:
- Arenaria emarginata subsp. emarginata - presente em Portugal Continental. Em termos de naturalidade é nativa da região atrás referida. Não se encontra protegida por legislação portuguesa ou da Comunidade Europeia.